# Дворци породице Данијел у Старом Лецу
Дворци породице Данијел у Старом Лецу, насељеном месту на територији општине Пландиште, подигнути су у другој половини 19. века.
Оба дворца изградили су чланови јерменске велепоседничке породице Данијел и налазе се у центру села, један поред другог. Велики дворац изградио је 1890. године гроф Пал Данијел, касније велики жупан Тамишке жупаније. Мали дворац у Старом Лецу припадао је Еми Данијел рођаки грофа Пал Данијела и изграђен је у другој половини 19. века. 

## Архитектура
Грађевине су приземне и подигнути су у духу класицистичке стилске концепције. 
Велики дворац је у основи издужени правоугаоник, наглашени су му бочни ризалити и кула осматрачница на западној бочној страни, која као архитектонски елемент одражава одлике романтизма. Колски улаз - портик је у ствари, тераса која надкрива улаз са равним централним степеништем. Кров терасе је раван и у висини кровног венца се завршава атиком, а носе је зидани стубови квадратне основе. Задња тераса је зазидана и сада служи као додатна просторија.
Мали дворац је скоро квадратне основе, складне класицистичке концепције. На главној фасади је карактеристичан улазни портик кога носе четири стуба кружне основе са колским прилазом. На супротној, западној страни се налази портик са степеништем у средишњем делу и завршава се троугаоним тимпаноном на коме је био грб бивших власника. Четвороводне кровне масе су пропорционалне објекту и завршавају се на врху са терасом - кулом осматрачницом.
У оба дворца се данас налази дом за душевно оболела лица. Оба два дворца су проглашена културна добра.